# Dede Mitrović Janković
Dede Mitrović Janković (Dedich) je hrvatska plemićka obitelj.
Nastala je brakom potpukovnika mletačke vojske i mornarice u Zadru, Grka pravoslavca Teodora Dede i Jelene, sinovice uskoka iz hrvatske katoličke obitelji Mitrovića Stojana Jankovića t.j. Mitrovića.
Hrvatska obitelj Mitrović (Janković) već je imala plemićki status. Jeleninim stričevima Iliji i Stojanu, sinovima Janka Mitrovića, sjevernodalmatinskog serdara i mletačkog kavalira, mletački je dužd Alviso II. Mocenigo dodijelio naslov grofa ("conte") 20. kolovoza 1705. za vojničke zasluge i vrline. Stojan i Ilija imali su brata Zavišu.
Spajanje prezimena došlo je iz imovinskih razloga. Kad je Mletačka Republika uz pomoć domaćeg hrvatskog stanovništva uspjela protjerati Turke iz južnih hrvatskih krajeva, Stojanu Jankoviću tj. Mitroviću dala je imanje u Islamu Latinskome. Uvjet je bio da to imanje uživa on i njegova obitelj, da je to vlasništvo obitelji Mitrović koje se ne smije otuđiti ni u jednom pogledu. Takva odredba značila je da se imanje ne smije otuđiti niti udajom niti ženidbom.
Okolnosti su bile takve da Stojana Jankovića t.j. Mitrovića nije imao tko naslijediti po muškoj lozi. Obojica su mu sinova umrla, pa je na nasljedni red došao njegov brat Zaviša. Stojanova je brata naslijedila njegova kći Jelena Mitrović.
U pitanje je došao opstanak imanja Jeleni Mitrović. Za zadržati imanje u obitelji, Teodor Dede i Jelena Mitrović spojili su prezimena, što su realizirali kod svoje djece. Učinak je bio kao da je Dede uzeo supruzino prezime.
Dužd Luigi Pisani je Jeleninom suprugu Teodoru Dedi dodijelio u Mletcima ime i grb obitelji Mitrović Janković 4. lipnja 1739., čime je naslov te je po ženskoj liniji prenesen na novu, nakon što je umro Jelenin brat Ilija i time se ugasila muška loza. Potomci tog para nose prezime Dede Mitrović, što je potrajalo sljedećih pet naraštaja, premda nisu Mitrovići po muškoj lozi. Niz se prekinuo kad se je Olga Mitrović udala u obitelj Desnica.
Od poznatijih pripadnika ove obitelji jest sin Teodora Dede i Jelene Mitrović Ciriak Dede Mitrović, serdar velikog teritorija. Iz 19. stoljeća važno je ime Ilija Dede Mitrović, hrvatski putopisac i prevoditelj, koji je pod utjecajem velikosrpske propagande sredinom 19. stoljeća kao i mnogi hrvatski pravoslavci tog kraja prihvatio srpsku ideologiju.